# Великоперевозский сельский совет
Великоперевозский сельский совет (укр. Великоперевізька сільська рада) — входит в состав
Шишацкого района
Полтавской области
Украины.
Административный центр сельского совета находится в 
с. Великий Перевоз.

## Населённые пункты совета
- с. Великий Перевоз
- с. Пелагеевка
- с. Першотравневое
- с. Самары